# ایدرین لوکیس
اِیدرین لوکیس (انگلیسی: Adrian Lukis؛ زادهٔ ۱۹۵۸) بازیگر تلویزیون و سینما اهل بریتانیا است.

## گزیدهٔ آثار

### سینما
- سنگر (۱۹۹۹)
- ۷ ثانیه (۲۰۰۵)
- گشت شبانه (۲۰۰۷)

### تلویزیون
- دانتون ابی (۲۰۱۵)
- پوآرو (۲۰۱۳)
- محاکمه و مجازات (۲۰۰۹)
- ام آی فایو (۲۰۰۴)
- طبابت در پیک (۱۹۹۹-۱۹۹۷)
- خانم مارپل (۱۹۸۹)

### تئاتر
- قیمت (۲۰۱۸)